# Bétheniville
Bétheniville és un municipi francès, situat al departament del Marne i a la regió del Gran Est. L'any 2007 tenia 984 habitants.

## Demografia

### Població
El 2007 la població de fet de Bétheniville era de 984 persones. Hi havia 356 famílies, de les quals 80 eren unipersonals (48 homes vivint sols i 32 dones vivint soles), 88 parelles sense fills, 164 parelles amb fills i 24 famílies monoparentals amb fills.
La població ha evolucionat segons el següent gràfic:
Habitants censats

### Habitatges
El 2007 hi havia 385 habitatges, 369 eren l'habitatge principal de la família, 3 eren segones residències i 13 estaven desocupats. 356 eren cases i 29 eren apartaments. Dels 369 habitatges principals, 291 estaven ocupats pels seus propietaris, 72 estaven llogats i ocupats pels llogaters i 6 estaven cedits a títol gratuït; 6 tenien dues cambres, 36 en tenien tres, 113 en tenien quatre i 214 en tenien cinc o més. 295 habitatges disposaven pel capbaix d'una plaça de pàrquing. A 162 habitatges hi havia un automòbil i a 176 n'hi havia dos o més.

### Piràmide de població
La piràmide de població per edats i sexe el 2009 era:
| Homes | Edats   | Dones |
| ----- | ------- | ----- |
| 0     | 95 o +  | 4     |
| 0     | 90 a 94 | 4     |
| 0     | 85 a 89 | 4     |
| 4     | 80 a 84 | 8     |
| 12    | 75 a 79 | 20    |
| 20    | 70 a 74 | 16    |
| 12    | 65 a 69 | 20    |
| 16    | 60 a 64 | 16    |
| 20    | 55 a 59 | 20    |
| 20    | 50 a 54 | 32    |
| 56    | 45 a 49 | 24    |
| 28    | 40 a 44 | 24    |
| 40    | 35 a 39 | 52    |
| 36    | 30 a 34 | 20    |
| 12    | 25 a 29 | 12    |
| 28    | 20 a 24 | 12    |
| 52    | 15 a 19 | 20    |
| 60    | 10 a 14 | 40    |
| 32    | 5 a 9   | 24    |
| 20    | 0 a 4   | 16    |

## Economia
El 2007 la població en edat de treballar era de 646 persones, 484 eren actives i 162 eren inactives. De les 484 persones actives 434 estaven ocupades (251 homes i 183 dones) i 50 estaven aturades (24 homes i 26 dones). De les 162 persones inactives 60 estaven jubilades, 56 estaven estudiant i 46 estaven classificades com a «altres inactius».

### Ingressos
El 2009 a Bétheniville hi havia 414 unitats fiscals que integraven 1.141,5 persones, la mediana anual d'ingressos fiscals per persona era de 16.497 €.

### Activitats econòmiques
Dels 43 establiments que hi havia el 2007, 2 eren d'empreses extractives, 3 d'empreses alimentàries, 1 d'una empresa de fabricació de material elèctric, 3 d'empreses de fabricació d'altres productes industrials, 4 d'empreses de construcció, 9 d'empreses de comerç i reparació d'automòbils, 3 d'empreses de transport, 1 d'una empresa d'hostatgeria i restauració, 2 d'empreses financeres, 1 d'una empresa immobiliària, 4 d'empreses de serveis, 6 d'entitats de l'administració pública i 4 d'empreses classificades com a «altres activitats de serveis».
Dels 7 establiments de servei als particulars que hi havia el 2009, 1 era una oficina bancària, 1 taller de reparació d'automòbils i de material agrícola, 1 guixaire pintor, 1 fusteria, 1 lampisteria, 1 electricista i 1 perruqueria.
Dels 6 establiments comercials que hi havia el 2009, 1 era una botiga de més de 120 m², 3 fleques, 1 una fleca i 1 una sabateria.
L'any 2000 a Bétheniville hi havia 10 explotacions agrícoles que ocupaven un total de 1.421 hectàrees.

## Equipaments sanitaris i escolars
L'únic equipament sanitari que hi havia el 2009 era una farmàcia.
El 2009 hi havia 1 escola maternal i 1 escola elemental.

## Poblacions més properes
El següent diagrama mostra les poblacions més properes.